# Aristide Hignard

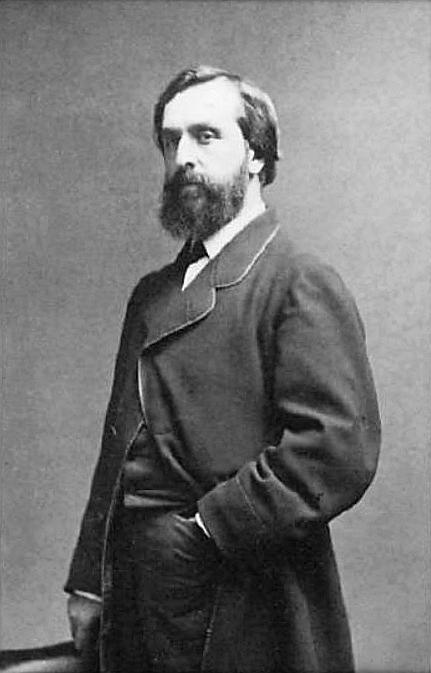
Aristide Hignard în 1880

Jean-Louis Aristide Hignard (n. 20 mai 1822, Nantes - d. 20 martie 1898, Vernon, Eure) a fost un compozitor francez.